# Municipio de Akra
El municipio de Akra (en inglés: Akra Township) es un municipio ubicado en el condado de Pembina en el estado estadounidense de Dakota del Norte. En el año 2010 tenía una población de 229 habitantes y una densidad poblacional de 2,46 personas por km².

## Geografía
El municipio de Akra se encuentra ubicado en las coordenadas 48°45′18″N 97°45′42″O / 48.75500, -97.76167. Según la Oficina del Censo de los Estados Unidos, el municipio tiene una superficie total de 93.09 km², de la cual 92,1 km² corresponden a tierra firme y (1,05 %) 0,98 km² es agua.

## Demografía
Según el censo de 2010, había 229 personas residiendo en el municipio de Akra. La densidad de población era de 2,46 hab./km². De los 229 habitantes, el municipio de Akra estaba compuesto por el 99,56 % blancos y el 0,44 % eran de una mezcla de razas. Del total de la población el 0,44 % eran hispanos o latinos de cualquier raza.